# پوکارا
پوکارا (به لاتین: Pokhara) یک شهر بزرگ و شهر در نپال است که در گانداکی پرادش واقع شده‌است.

## خصوصیات
پوکارا ۲۲۵٫۶۵ کیلومترمربع مساحت و ۳٬۵۳٬۸۴۱ نفر جمعیت دارد.

## اقتصاد و صنعت گردشگری
سهم عمده در اقتصاد محلی، صنعت گردشگری و بیمارستان‌ها هستند. دو هتل ۵ ستاره و حدود ۳۰۵ هتل دیگر شامل پنج هتل ۳ ستاره، ۱۵ هتل ۲ ستاره و غیر ستاره در شهر وجود دارد.
برخی از شرکت و موسسات بزرگ در پوکارا:
- مرکز Ncell
- بانک Rastra بانک نپال، بانک Rastra Bank Chowk (جنوب پایان دریاچه)
- نابیل بانک
- سرزمین صلیب نپال

### ورودی‌ها
| سال  | گردشگران خارجی در نپال | درصد تغییر در سال قبل |
| ---- | ---------------------- | --------------------- |
| ۲۰۱۱ | ۷۳۶٬۲۱۵                | ٪ +۲۲٫۱               |
| ۲۰۱۲ | ۸۰۳٬۰۹۲                | ٪ +۹٫۱                |
| ۲۰۱۳ | ۷۹۷٬۶۱۶                | ٪ -۰٫۷                |

## حمل و نقل

### زمینی
پوکارا دارای سیستم حمل و نقل عمومی وسیع است و در سراسر روستاها در حال اجراست. حمل و نقل عمومی عمدتاً شامل اتوبوس‌های محلی و شهری، تاکسی مترها انجام می‌شود.

### هوایی
فرودگاه بین‌المللی پوکارا با پروازهای منظم به کاتماندو، موستانگ توسط شرکت‌های مختلف داخلی و چند شرکت بین‌المللی اداره می‌شود. مدت زمان پرواز از کاتماندو تا پوخارا حدود ۳۰ دقیقه است.